# Chunga incerta
Chunga incerta — викопний вид птахів родини каріамових (Cariamidae), що існував в Південній Америці в пліоцені (приблизно 3 млн років тому).

## Скам'янілості
Викопні рештки птаха знайдені неподалік міста Монте-Ермосо в провінції Буенос-Айрес на сході Аргентини. Описаний з решток тибіотарсуса і тасрометатарсуса. Голотип зберігається в колекції Музею Ла-Плати.